# Roots reggae
Il roots reggae è un sottogenere della musica Reggae caratterizzato da tematiche relative alla religione rastafari.
Esso è riconoscibile come una delle interpretazioni più classiche del reggae, e questo ha portato molti a considerarlo erroneamente come la prima forma di reggae in assoluto. In realtà si ignora l'esistenza dell'Early reggae, l'effettivo stile originario che, per la sua breve vita (1968-1971) e per il distacco dal rastafarianesimo, viene spesso dimenticato e trascurato. Il Roots reggae si sviluppò solo verso i primi anni settanta (1971/72), come evoluzione del Early reggae, questo sostenuto in Giamaica dai Rude Boy, e in Inghilterra dal movimento Skinhead. Il Roots reggae è un tipo di musica spirituale, i quali testi trattano per la maggior parte temi religiosi come l'elogio di Jah (Dio). I temi ricorrenti includono la povertà, la resistenza all'oppressione del governo, l'anticolonialismo, la consapevolezza nera, la condivisione, l'afro-centrismo e l'opposizione al capitalismo occidentale. Il Roots reggae fu la prima forma di musica giamaicana ad ottenere un enorme successo commerciale internazionale grazie ad artisti come Bob Marley, Jimmy Cliff, Peter Tosh e Toots & the Maytals. Altri esponenti del Roots reggae degli anni settanta sono Bunny Wailer a seguito della sua dipartita dai Wailers, Burning Spear, Israel Vibration, e negli anni novanta i Morgan Heritage e Luciano.

## Storia

### Origini: la fase Early reggae
Le prime forme di reggae emersero nel 1968 ottenendo un grande successo nel Regno Unito all'interno di alcuni movimenti giovanili come gli Skinhead. Tuttavia, circa dieci anni dopo l'indipendenza dalla Gran Bretagna, il popolo giamaicano cominciò ad accorgersi di vivere una situazione peggiore rispetto a prima. L'isola accusava una forte stato di disoccupazione, crimini e violenze. Molte delle nuove generazioni giamaicane che erano cresciute con l'indipendenza erano vittime di tutto questo, e reagirono con l'arma più potente che avevano a disposizione, ovvero la musica.
Al sorgere degli anni settanta i temi nella musica reggae cominciarono a mutare, dando voce alla protesta del popolo che desiderava esprimersi contro il governo, mentre incoraggiava i compatrioti ad aderire al patto di giustizia. Un largo numero di questi abbracciò la religione Rastafari non solo come manifestazione di ciò che volevano ottenere dal governo, ovvero pace, amore e lotta alla corruzione, ma presentavano uno stile di vita alternativo all'interno della logorante povertà che dilagava nel paese. Questi rastafariani seguirono gli insegnamenti di Marcus Garvey (auto-aiuto, rimpatrio) per dare luce alla speranza. Quando l'early reggae lasciò la strada aperta al suono sperimentale di queste nuove forme di Reggae, cominciò ad emergere una nuova ondata di produttori, mentre diversi importanti produttori storici sparirono dalle scene: Duke Reid e Leslie Kong morirono entrambi, mentre Coxsone Dodd si trasferì a New York. Questi avvenimenti contribuirono all'ascesa di una nuova era per la musica Reggae.

### Anni '70: La fase Roots

#### La nascita
Attorno al 1972, il Rastafarianesimo venne definitivamente adottato come religione legata al nuovo reggae, caratterizzando le tematiche di questo genere. Come conseguenza, l'Early reggae, o skinhead reggae - così chiamato appunto per la popolarità tra gli skin - declinò, lasciando la strada libera per questa nuova forma politico-religiosa. Tutto ciò provocò anche il declino dello stesso movimento skinhead, che finì per scomparire per una buona parte degli anni settanta.
Fu proprio quando gli artisti reggae cominciarono a convertirsi al rastafarianesimo che gli elementi tipici afro-giamaicani divennero il tema centrale come simbolo d'identità e orgoglio. Questa seconda fase di sviluppo del reggae era caratterizzata da tempi rallentati e da un sound complessivamente più rilassato ed ipnotico. Le tematiche del Roots reggae erano spesso semplicemente riferite alla "cultura" e alle "radici", e connesse con l'anticolonialismo, la consapevolezza nera, la condivisione, l'afro-centrismo e l'opposizione al capitalismo occidentale. Musicalmente, la popolarità dello stile derivante dalle percussioni africane conferì a questo genere l'abilità di importare una varietà di stili vocali, alcuni dei quali derivavano dai Nyabinghi rastafariani, dai canti sacri e dal Mento. Il tempo del Roots reggae era particolarmente lento, con la predominanza del basso elettrico. Nel momento in cui molti musicisti aderirono al movimento, l'influenza del Rasta oltre al sound divenne chiara: gran parte dell'ottimismo tipico del primo reggae sembrò sparire: il basso elettrico divenne più lento, profondo e pronunciato, il ritmo venne rallentato e i testi sembravano promettere fuoco e fiamme.

#### L'ascesa

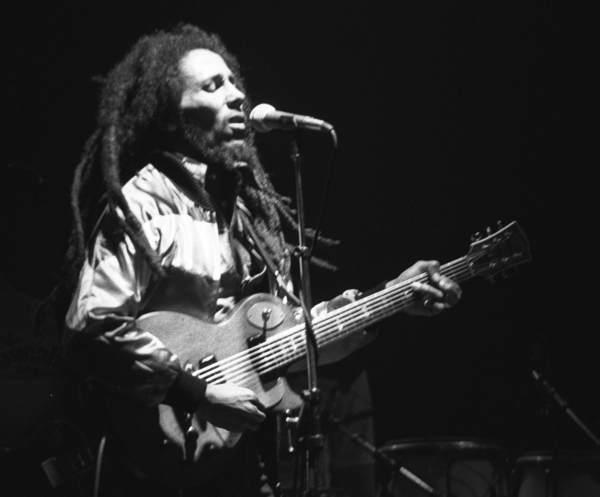
Bob Marley, uno degli artisti di spicco del roots reggae.

Nel 1973 la Island Records pubblicò il primo album dei Bob Marley & The Wailers Catch a Fire, e rifiutando il loro passato da Rude boy, il loro stile di Roots risultò una grande influenza sullo sviluppo del genere nascente nella scena internazionale. Per certi versi, Catch a Fire fu il primo vero album Reggae: mentre nel mercato giamaicano e britannico erano diffusi soprattutto i singoli e le raccolte (come la serie di raccolte Tighten Up, pubblicate dalla Trojan nel Regno Unito), Catch a Fire vedeva una band reggae esaltare una serie di temi attraverso un unico album. Bisogna precisare che la maggior parte delle registrazioni avveniva in Giamaica, e il missaggio e l'overdub da parte dei musicisti inglesi e statunitensi veniva completato a Londra (secondo alcune voci il tempo delle tracce veniva accelerato a Londra per attirare il pubblico rock, più abituato ad un battito spedito). L'album era stato confezionato con un cartoncino sagomato di un accendino Zippo e commercializzato per il mercato occidentale. Con il progredire degli anni settanta, Marley assunse il titolo di portavoce dei ceti bassi in Giamaica, grazie a brani come "Concrete Jungle", sottolineando l'abisso di diseguaglianza tra le abitazioni dei bassifondi di molti neri, e i quartieri ricchi di molti bianchi e neri della classe media. L'opposizione politica di Marley verso la classe dominante giamaicana era chiaramente derivata e ispirata dai duri discorsi di opposizione alla schiavitù e al colonialismo dalla "scoperta" della Giamaica alla concessione dell'indipendenza dalla Gran Bretagna nel 1962. Inoltre, la strumentazione usata nello stile di Marley può essere connessa con gli schiavi ribelli e con la musica derivante dall'Africa dell'ovest. Le percussioni erano l'elemento principale nella musica delle comunità africane e tra gli schiavi di colore, con uno specifico ritmo usato come forma di comunicazione che può essere descritta come paralinguistico. Le percussioni rappresentavano un'importante forma di comunicazione durante l'era della schiavitù, visto che molti proprietari delle piantagioni vietavano agli schiavi di parlare le lingue tradizionali africane, e in alcuni casi veniva addirittura vietata loro la parola. Allo stesso modo l'uso di strumenti a fiato può essere accomunato all'uso dell'"abeng", un corno di mucca adoperato dagli schiavi per segnalare a loro altri connazionali di armarsi.

### Il Rockers reggae
Attorno alla metà degli anni settanta, vennero introdotte delle innovazioni musicali all'interno della scena Roots. Si trattava della nascita del Rockers, uno stile ritmico applicato al Roots e al Dub caratterizzata da toni più pesanti, il quale iniziò ad essere fortemente in voga durante questo periodo, sostituendo il One drop, uno stile di batteria largamente diffuso nel primo periodo Roots.
Robbie Shakespeare, bassista che suonava come turnista per la studio band The Aggrovators, è ritenuto tra i responsabili dell'affermarsi di questo nuovo stile. Anche la batteria nello stile Rockers divenne più complicata, ed anche l'introduzione di questa innovazione venne attribuita al contributo di un altro session player, Sly Dunbar, che assieme a Shakespeare formava la coppia Sly & Robbie.
Nel rockers, il basso veniva pesantemente amplificato, continuando a stabilire l'atmosfera pulsante di fondo. Ma il ruolo del basso divenne anche più complicato e sperimentale. Queste linee di basso erano accompagnate da strumenti a percussione continui e regolari, ma l'elemento di spicco del genere era il particolare ritmo di batteria: più spedito, duro e complicato del one drop, con influenze provenienti da stili di stampo statunitense come il funk e la disco, che vennero introdotte dal batterista Sly Dunbar.
Mentre lo stile ritmico del Roots reggae classico sviluppato del primo periodo enfatizzava appunto il ritmo in one drop - dove il rullante e la grancassa battono solo alla terza battuta su un ritmo di 4/4 - il successivo ritmo rockers accentuava tutte e quattro le battute sui 4/4, molto similmente appunto alla musica disco americana. Secondo altri, il tipico ritmo rockers batterebbe solo sulla 1ª, 2ª e 4ª battuta, mentre lo stile in cui la grancassa batte su ogni battito sui 4/4 si chiamerebbe Steppers.
Probabilmente uno tra i più famosi artisti che sperimentò questo stile fu Augustus Pablo con il disco del 1976 King Tubby Meets Rockers Uptown che combinava gli effetti Dub del produttore King Tubby con lo stile Rockers della sezione ritmica composta proprio da 
- Augustus Pablo: melodica, pianoforte, clavinet, organo, produttore
- Robbie Shakespeare: basso
- Aston "Family Man" Barrett: basso
- Leroy Sibbles: basso
- Carlton Barrett: batteria
- Earl "Chinna" Smith: chitarra
- Richard "Dirty Harry" Hall: sassofono
- Bobby Ellis: tromba
- Vincent "Don D Junior" Gordon: trombone

Ancora una volta, le influenze musicali derivanti dalla tradizione rasta hanno giocato un ruolo importante nella nascita di questo stile; Dunbar venne chiaramente contaminato dallo stile ritmico di questa musica. La sua tecnica era stata in parte ispirata da quella di un altro turnista, Leroy "Horsemouth" Wallace, attualmente componente del famoso gruppo reggae Inner Circle. Sembra che Wallace avesse inventato il ritmo rockers in un'incisione del 1969 per Sir Coxsone Dodd intitolata "Things a Come up to Bump".

### Popolarità internazionale
Era anche il periodo in cui il reggae venne visto seriamente dai fan del rock in tutto il mondo come una musica che aveva qualcosa da dire ad alta voce: i punk in Gran Bretagna adottarono il roots reggae come parte della loro "colonna sonora", identificandosi molto con il suo stato di alienazione e di protesta. Nel Regno Unito infatti cominciò a svilupparsi un forte revival di musica giamaicana; il reggae e lo ska iniziarono a riemergere proprio durante l'epoca punk. Gruppi come Aswad, Steel Pulse, Matumbi e UB40 proposero una versione "occidentalizzata" della musica giamaicana, che pur essendo molto semplice e banale, ebbe la fortuna di trovare terreno fertile all'interno della scena musicale del periodo grazie alle tematiche di protesta affini a quelle del punk politicizzato. Nacque così una sintonia tra le due correnti, e gruppi punk rock come i Clash o Stiff Little Fingers incisero vecchi brani di ska e reggae degli anni sessanta: i primi riproposero delle cover come "Wrong Emboyo" dei the Versatiles, "Police & Thieves" di Junior Murvin, mentre i secondi, brani come "Johnny Was", cover di Bob Marley. Inoltre, lo stesso Marley sottolineò la sua simpatia per il neonato movimento britannico tramite la canzone "Punky Reggae Party".
Durante l'era roots, artisti come Burning Spear, Culture, The Congos, Big Youth, The Mighty Diamonds, Dillinger, Tapper Zukie, Lee Perry, The Ethiopians e Max Romeo divennero degli eroi, mentre il movimento roots fece di Bob Marley il portabandiera della Giamaica. Il roots reggae fu quindi il termine attribuito al nuovo stile di musica reggae sostenuta ed ascoltata principalmente dai rastafari, che trattava temi spirituali e religiosi tipici di questa cultura, come l'elogio di Jah Ras Tafari Makonnen - Haile Selassie I l'imperatore dell'Etiopia ma anche la povertà e la resistenza all'oppressione del governo. Il roots reggae risultò come una delle forme di reggae più accessibili alle masse, nonché il sottogenere più di successo in termini globali. Nonostante Bob Marley e i Wailers avessero portato il reggae al successo mondiale, furono proprio artisti come Toots & the Maytals e Jimmy Cliff nel famoso film The Harder they come (1972) ad affermare il reggae e la musica giamaicana nel mondo.
Il Roots reggae, benché nato nel territorio giamaicano, divenne largamente popolare in Europa specialmente tra i giovani di sinistra. Il culmine creativo del roots reggae venne raggiunto molto probabilmente nei tardi anni settanta, grazie ad artisti come Johnny Clarke, Horace Andy, Barrington Levy, e Linval Thompson che collaborarono con grandi produttori come Lee "Scratch" Perry, King Tubby, e Coxsone Dodd. Il roots reggae rappresenta una parte molto importante della musica giamaicana, e mentre altre forme di reggae cercarono in seguito un fine commerciale allontanandosi dai temi religiosi (reggae pop, lovers rock, dancehall, raggamuffin), il roots ha sempre mantenuto salda la sua fede trovando una schiera di sostenitori sparsi in tutto il mondo.

### Revival: il New roots
Dopo l'esplosione ed il dominio della dancehall digitale, il raggamuffin, tra la fine degli anni ottanta e i primi anni novanta, la scena reggae cominciò a dimostrare un ammirabile gesto di ripresa e autocontrollo, con lo sviluppo del revival del roots reggae, il cosiddetto "new roots", genere che ribadì a gran voce il rifiuto per le oscenità sostenute dagli artisti dancehall e ragga, sostituendo quelle tematiche con valori più morali, in linea col vecchio roots reggae degli anni settanta. Questo ritorno alle radici nei primi anni novanta, venne guidato dall'enorme popolarità che stava ottenendo in quel periodo Garnett Silk. Silk fu uno dei cantanti più talentuosi della storia del reggae non solo dal punto di vista vocale, ma anche nelle composizioni. L'artista morì in un incidente stradale nel 1994, lasciando dischi straordinari come Gold (1993) e 100% Silk (1994) e permettendo la rinascita di una nuova era roots. D'improvviso, artisti dancehall/raggamuffin videro la luce, si fecero crescere i dreadlock e mutarono i loro valori in positivo, mantenendo comunque le sonorità caratteristiche del genere. Inoltre, seguendo la scia di Garnett Silk, diversi cantanti roots cominciarono a combinare la sensitività e spiritualità di Bob Marley con un approccio moderno alla loro musica. Luciano, Tony Rebel e Morgan Heritage furono tra i primi a presentare questa novità. Con artisti come Anthony B e Buju Banton lo stile new roots presentava un tocco di dancehall, ma il sound era sostanzialmente ispirato al roots reggae. Alcuni artisti come Sizzla e Tony Rebel contribuirono alla creazione del new roots.
Alcuni dei più popolari di questa scena giamaicana attualmente possono essere artisti come Richie Spice, Luciano, Morgan Heritage, ma anche il tedesco Gentleman, così come I-Wayne, Fanton Moja, Lutan Fyah, Perfect, Natty King.

## Alcuni artisti Roots reggae
- The Abyssinians
- The Aggrovators
- Augustus Pablo
- Alpha Blondy
- Aswad
- Barry Brown
- Barrington Levy
- Big Youth
- Bob Andy
- Bob Marley
- Black Uhuru
- Bunny Wailer
- Burning Spear
- The Bleechers
- Carlene Davis
- The Chantells
- Cocoa Tea
- The Congos
- Cornell Campbell
- Culture
- Clement "Coxsone" Dodd
- Dennis Brown
- Dandy Livingstone
- Delroy Denton
- Delroy Wilson
- Don Carlos
- Easy Star All-Stars
- Eric Donaldson
- Ernest Ranglin
- Errol Dunkley
- The Ethiopians
- Freddie McGregor
- Garnett Silk
- The Gladiators
- Gregory Isaacs
- The Heptones
- Horace Andy
- Inner Circle
- Ijahman Levi
- Israel Vibration
- The Itals
- I Threes
- Lincoln Thompson
- Lucky Dube
- Jackie Mittoo
- Jacob Miller
- Jimmy Cliff
- Johnny Clarke
- John Holt
- Joe White
- Judy Mowatt
- Junior Byles
- Junior Murvin
- Junior Reid
- Justin Hinds
- The Kingstonians
- Lee "Scratch" Perry
- Marcia Griffiths
- The Maytones
- Max Romeo
- The Melodians
- The Mighty Diamonds
- Misty in Roots
- Owen Gray
- Pablo Moses
- Pat Kelly
- Peter Tosh
- The Pioneers
- Ras Michael
- Rita Marley
- Rolando Alphonso
- The Royals
- The Slickers
- Slim Smith
- Sly & Robbie
- Steel Pulse
- Stranger Cole
- Tapper Zukie
- The Techniques
- The Tennors
- Toots & the Maytals
- The Uniques
- The Upsetters
- The Viceroys
- The Wailers
- The Wailing Souls
- Yabby You

### Alcuni artisti "New" roots reggae
- Alborosie
- Anthony B
- Chezidek
- Luciano
- Garnett Silk
- Gentleman
- Fanton Moja
- Groundation
- I-Wayne
- Lutan Fyah
- Jah Mason
- Junior Kelly
- Mellow Mood
- Morgan Heritage
- Natty King
- Protoje
- Perfect
- Richie Spice
- Roots'n'Stones
- Sebastian Sturm
- Sizzla
- Tony Rebel
- Turbulence